# Албрехт II Алкибиадес (Бранденбург-Кулмбах)
Албрехт II Алкибиадес (на немски: Albrecht II Alcibiades von Brandenburg-Kulmbach; * 28 март 1522, Ансбах; † 8 януари 1557, Пфорцхайм) от род Хоенцолерн, е маркграф на Бранденбург-Кулмбах от 1541 до 1554 г. До пълнолетието си той управлява с чичо си Георг от 1527 до 1541 г.

## Живот
Албрехт е единственият син на маркграф Казимир фон Бранденбург-Кулмбах (1481 – 1527) и принцеса Сузана Баварска (1502 – 1543), дъщеря на Албрехт IV, херцог на Бавария. Допълнителното му име е във връзка с атинския държавник Алкивиад (450 – 404 пр.н.е.).
През 1554 г. той е осъден и бяга при сестра си Кунигунда в Пфорцхайм, която е омъжена за маркграф Карл II фон Баден-Дурлах. Той умира там на 8 януари 1557 г. Княжеството Бранденбург-Кулмбах отива на чичо му Георг.